# Шалон ди мен
Шалон ди мен (фр. Châlons-du-Maine) насеље је и општина у западној Француској у региону Лоара, у департману Мајен која припада префектури Лавал.
По подацима из 2011. године у општини је живело 663 становника, а густина насељености је износила 68,63 становника/km². Општина се простире на површини од 9,66 km². Налази се на средњој надморској висини од 109 метара (максималној 152 m, а минималној 99 m).

## Демографија
| 1962. | 1968. | 1975. | 1982. | 1990. | 1999. | 2011. |
| ----- | ----- | ----- | ----- | ----- | ----- | ----- |
| 323   | 325   | 298   | 284   | 377   | 422   | 663   |

График промене броја становника у току последњих година